# Красная фасоль с рисом
Красная фасоль с рисом (англ. red beans and rice) — блюдо луизианской кухни из красной фасоли, тушенной с ветчинной костью и приправами, с отварным рисом на гарнир. Одно из самых знаменитых и любимых блюд в кухне Нового Орлеана, красная фасоль с рисом относится к афроамериканской кухне южных штатов, ассоциируется также с креольской кухней, но по сути является продуктом слияния кулинарных традиций африканцев, французов, индейцев и испанцев. Блюдо упоминается в джазовых, блюзовых и хип-хоп произведениях. Уроженец Нового Орлеана Луи Армстронг подписывался в письмах «Краснофасолево и рисово ваш» (англ. Red Beans And Ricely Yours).
Один из самых ранних рецептов красной фасоли с рисом относится к 1901 году и был опубликован в кулинарном издании The Picayune’ Creole Cook Book, хотя в местной печати о блюде сообщалось за сотню лет до этого. Почти в каждой семье в Луизиане имеется свой рецепт. Блюдо может быть как жидким супом, так и густым и кремообразным вторым блюдом, рис готовят отдельно от фасоли и вместе с ней. Гурмэ предпочитают блюдо из местной мелкой красной фасоли и с солёной свининой по-луизиански, но есть рецепты с колбасой вместо ветчины. Споры ведутся по поводу того, какой хлеб следует подавать к красной фасоли с рисом: французский крестьянский, кукурузный или поджаренный белый с маслом, а также следует ли предварительно замачивать фасоль. В кафе и ресторанах к красной фасоли с рисом подают острые соусы, уксус или вустерский соус. На домашних кухнях Луизианы «красное и белое» (англ. red and white) было типичным блюдом в понедельник после воскресного обеда с ветчиной. Кроме того, оно не требовало постоянного внимания при приготовлении, что было также удобно по понедельникам, традиционным постирочным дням.